# 조마로
조마로(Joma-ro)는 경상북도 김천시 지례면 중리삼거리에서 김천시 양금동을 잇는 도로이다.

## 주요 경유지
경상북도
- 김천시 (지례면 - 조마면 - 양금동)

## 노선
| 이름       | 접속 노선                 | 소재지 | 소재지 | 비고 |
| ---------- | ------------------------- | ------ | ------ | ---- |
| 중리삼거리 | 국도 제30호선 (성주로)    | 김천시 | 지례면 |      |
| 울곡1교    |                           | 김천시 | 지례면 |      |
| 울곡삼거리 | 지례로                    | 김천시 | 지례면 |      |
| 끌고재     |                           | 김천시 | 지례면 |      |
|            | 조마면                    | 김천시 |        |      |
| 강곡삼거리 | 용호로                    | 김천시 |        |      |
| 장암교     |                           | 김천시 |        |      |
| 조마교     |                           | 김천시 | 양금동 |      |
| (이름없음) | 국도 제3호선 (남김천대로) | 김천시 | 양금동 |      |